# История Ла-Паса

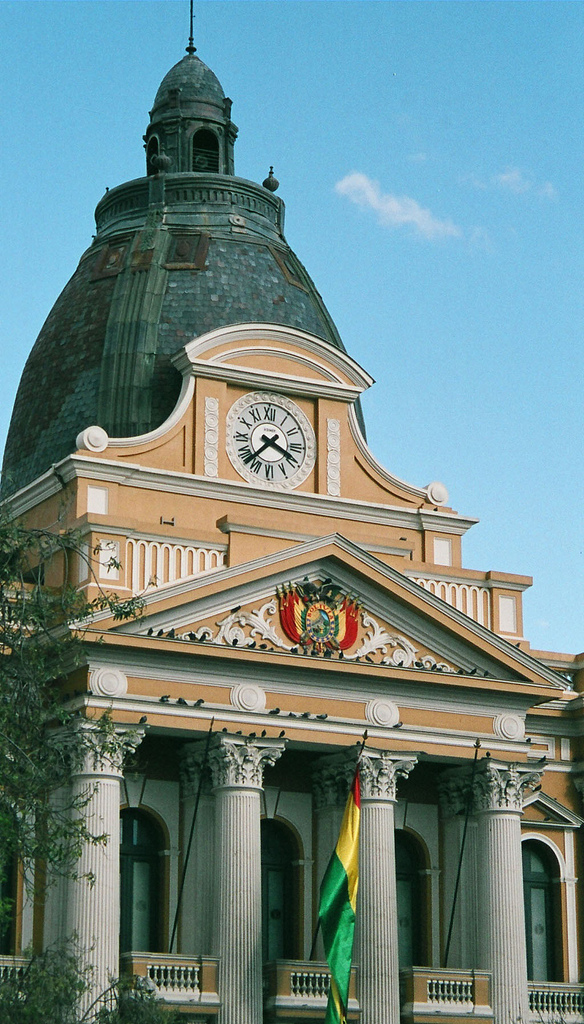
Дворец правительства Боливии в центре города Ла-Пас

Ла-Пас был основан в 1548 году испанскими конкистадорами на месте поселения коренных американцев Лаха (часть этнической группы Аймара); полное название города первоначально было Нуэстра-Сеньора-де-Ла-Пас (исп. Nuestra Señora de La Paz, что означает «Богоматерь Мира»). Название было дано в честь восстановления мира после восстания Гонсало Писарро и других конкистадоров четырьмя годами ранее против Бласко Нуньеса Велы, первого вице-короля Перу. Позднее город был перенесен на нынешнее место в долину Чукиаго-Марка.
Контроль над бывшими землями инков был доверен Педро де ла Гаска испанским королем (и императором Священной Римской империи) императором Карлом V. Гаска приказал Алонсо де Мендоса основать новый город в честь окончания гражданских войн в Перу; город Ла-Пас был основан 20 октября 1548 года.
В 1549 году Хуану Гутьерресу Паниагуа было поручено разработать план города, в котором были бы обозначены места для общественных мест, площадей, официальных зданий и собора. Площадь Испании, известная сегодня как Площадь Мурильо, была выбрана в качестве места для правительственных зданий и кафедрального собора. 
Испания прочно контролировала Ла-Пас, и последнее слово во всех политических вопросах оставалось за испанским монархом. В 1781 году в течение шести месяцев группа из народа аймара осаждала Ла-Пас. Под предводительством Тупака Катари они разрушили церкви и государственное имущество. Тридцать лет спустя индейцы устроили двухмесячную осаду Ла-Паса — там, где возникла легенда об Экеко. В 1809 году борьба за независимость от испанского владычества привела к восстаниям против роялистских войск. Именно 16 июля 1809 года Педро Доминго Мурильо сказал, что боливийская революция зажигает огонь, который никто не сможет погасить. Это формально ознаменовало начало освобождения Южной Америки от Испании. Педро Доминго Мурильо был повешен на площади Испании в ту же ночь, но его имя будет вечно храниться в названии площади, и его будут помнить как голос революции по всей Южной Америке. 
В 1825 году, после решительной победы республиканцев в Аякучо над испанской армией в ходе испано-американских войн за независимость, полное название города было изменено на Ла-Пас-де-Аякучо (исп. La Paz de Ayacucho, что означает «Мир Аякучо»).

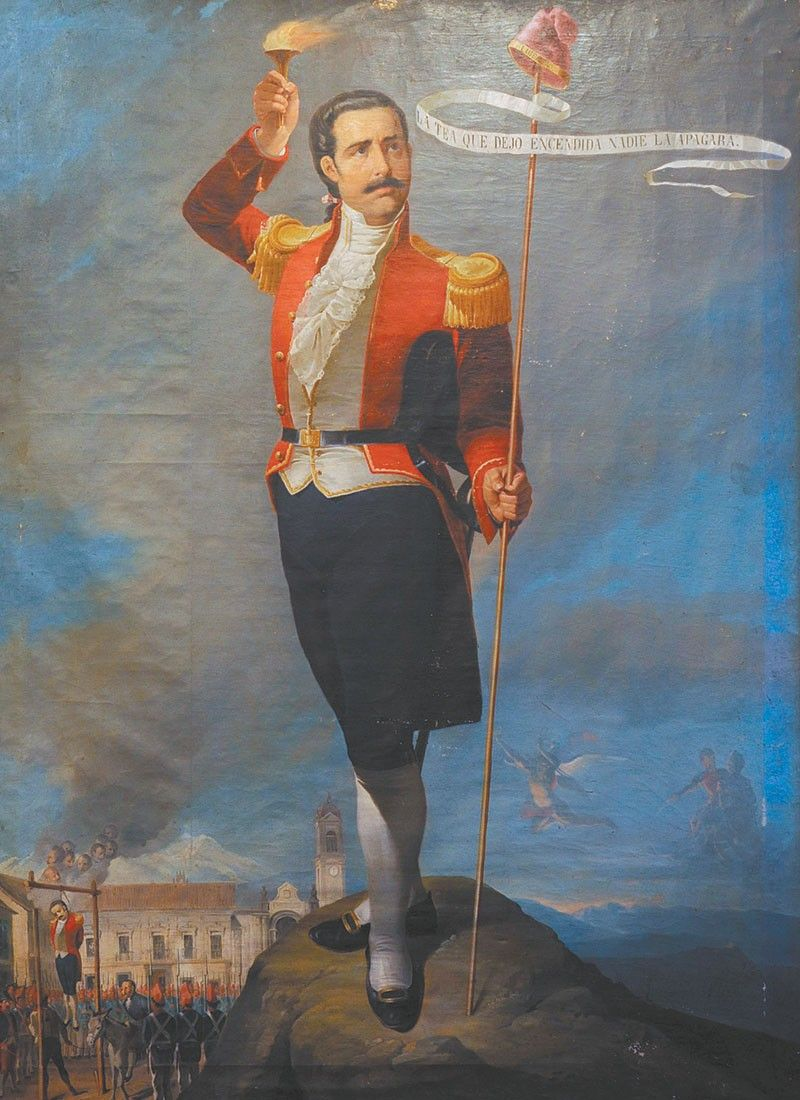
Педро Доминго Мурильо

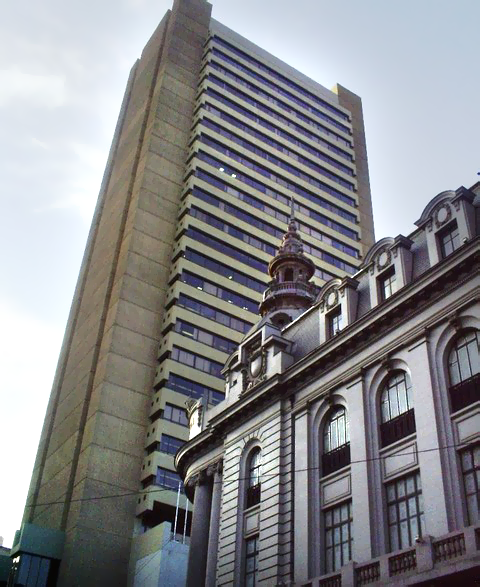
Центральный банк Боливии

В 1898 году Ла-Пас стал фактической резиденцией национального правительства Боливии, а Сукре остался номинальной исторической и судебной столицей. Это изменение отражало переход боливийской экономики от истощенных серебряных рудников Потоси к добыче олова в районе Оруро и, как следствие, изменения в распределении экономической и политической власти между различными национальными элитами.

## Хронология
В хронологию включены события города, а также важные события Боливии, повлиявшие на него.
| Год  | Событие |
| ---- | --- |
| 1548 | Город Ла-Пас был основан испанскими поселенцами на месте существовавшего ранее поселения Чокеяпу, древней деревни аймара. Город получил название Нуэстра-Сеньора-де-Ла-Пас. Город основан Алонсо де Мендоса по заказу Педро де ла Гаска в честь «умиротворения» Перу. Он был основан как торговый город, расположенный на главном пути золота и серебра к побережью. Испанцы пришли за боливийским золотом, найденным в реке Чокеапу, которая протекает через современный Ла-Пас. Испанцы отобрали золотые прииски у аймара и заставили их работать в качестве рабов. Испанское население, в основном мужского пола, вскоре смешалось с коренными жителями, создав в основном метисное, или смешанное, население.                                             |
| 1549 | В ноябре этого года Хуану Гутьерресу было поручено разработать план города в соответствии с Кодексом Индий (положения об испанских колониальных городах, принятые в Испании). В соответствии с этим планом он должен был разметить площади и общественные земли, а также определить места для общественных зданий. Площадь Испании (ныне — Площадь Мурильо) была позже выбрана в качестве места для городского собора, элитных домов и правительственных зданий. |
| 1600 | По мере того как золото постепенно уменьшалось, значение расположения города между Потоси (основным городом добычи серебра) и Лимой возрастало, так как Ла-Пас стал главной остановкой на торговом пути. Вскоре Ла-Пас стал самым процветающим городом в районе Альтиплано в Андах, хотя он и не был таким богатым, как Потоси. |
| 1800 | Ла-Пас становится крупнейшим городом Верхнего Перу (раннее название Боливии) в конце XVIII века, выступая в качестве центра для населения и зоны сельскохозяйственного производства. Густонаселенные внутренние районы Альтиплано, расположенные над Ла-Пасом, способствовали его росту. Многие крупные землевладельцы, известные как гасендадос (исп. hacendados), жили в Ла-Пасе большую часть года, сохраняя небольшую общину коренного населения для жизни и работы в своих асиендах (помещичьих имениях). |
| 1800 | Ла-Пас стал столицей Интенденсии, домом процветающего торгового сообщества и центром важной сети межрегиональных и международных торговых путей. В Ла-Пасе проживало большинство представителей элиты заочного землевладения, создавая коммерческую и королевскую казну, из которой можно было извлекать больше богатства для инвестиций в сельские районы Интенденсии. В тот период истории столица и ее провинциальные внутренние районы были одним из самых богатых районов, приносящих налоги, во всех Андах. Это эпоха всё ещё прослеживается в структуре города сегодня, поскольку лучшие образцы старой испанской колониальной архитектуры, которые можно увидеть в домах, расположены недалеко от центральных площадей и офисов города.               |
| 1809 | 16 июля в Ла-Пасе происходит восстание под руководством Педро Доминго Мурильо и других революционеров. |
| 1825 | Боливия получила независимость, что вызвало еще больший рост города. Симон Боливар был первым президентом республики. Страна была разделена на 5 департаментов: Ла-Пас, Кочабамба, Потоси, Чаркас и Санта-Крус-де-ла-Сьерра. |
| 1840 | Боливия стала экспортировать больше, чем импортировать, что позволило правительству вкладывать средства в инфраструктуру. Это привело к росту Ла-Паса как финансовой, коммерческой и политической столицы региона. С появлением новых городских классов и новых капиталов, которые можно было потратить, увеличился спрос на производство продуктов питания, и появился класс городских капиталистов, готовых заняться сельскохозяйственным производством. Однако в это время Ла-Пас был практически изолирован от остального мира из-за плохих дорог и отсутствия железнодорожных линий, ведущих через суровое Альтиплано к портам в Перу и Чили. Связь между Ла-Пасом и восточной частью страны, окруженной тропическими лесами, была еще более затруднена. |
| 1841 | 15 октября, в ходе Перуанско-боливийской войны, перуанские войска без боя вошли в Ла-Пас. |
| 1879 | Начиналась Тихоокеанская война с Чили. Чилийцы вторглись в страну на побережье ради селитры и гуано (птичий помет, богатый нитратами). Результатом этой войны стала потеря тихоокеанского побережья Боливии и его передача Чили. |
| 1898 | Ла-Пас становится де-факто новой административной столицей Боливии и резиденцией правительства, тем самым начиная процесс развития в большой город, которым он является сегодня. |
| 1900 | Началось строительство международной железнодорожной сети, соединяющей Ла-Пас с тихоокеанским и атлантическим побережьями, что закрепило будущую роль Ла-Паса как главного города. В этот период правительство Боливии ежегодно тратило 5 986 384 доллара на развитие города. |
| 1921 | Первая нефтяная компания пришла в Боливию. Было обнаружено, что в Боливии, помимо всех ценных минералов, имеются большие запасы нефти. |
| 1952 | Произошла великая национальная революция, когда революционеры добились прав для коренного населения. Самым большим их достижением стала аграрная земельная реформа, которая позволила крестьянам освободиться от обязательств по работе на земле, принадлежащей элите, и ослабила давно сложившуюся систему асиенд. Это, в свою очередь, вызвало бурный рост городов, поскольку многие представители рабочего класса и бедняки мигрировали в городские районы. |
| 1964 | Военная революция с помощью Соединенных Штатов установила диктаторское правление, которое сохранялось до 1980 года. Последним диктатором был генерал Уго Бансер, который провел президентские выборы в 1980 году. |
| 1975 | Население города достигает 60,700 человек. |
| 2009 | Город Ла-Пас встретил двухсотлетие, празднуя на площади Вильярроэль и на стадионе революцию 1809 года. |
| 2002 | 19 февраля реки Чокеяпу и Ирпави выходят из берегов, в следствии чего город затопляет. В результате наводнения погибло по меньшей мере 69 человек, а 150 человек получили лечение в городских больницах. |
| 2013 | Загрязнение воздуха в Ла-Пасе достигает среднегодовых значений 44 PM2.5 и 82 PM10, что превышает рекомендуемые показатели. |